# Парень встречает девушку (фильм)
«Парень встречает девушку» (англ. Boy Meets Girl) — французский чёрно-белый художественный фильм-драма, снятый в 1984 году режиссёром Леосом Караксом по собственному сценарию. Главные роли исполнили Дени Лаван и Мирей Перье.
Фильм «Парень встречает девушку» стал полнометражным дебютом Леоса Каракса и первой частью так называемой «трилогии об Алексе», к которой относятся два следующих фильма — «Дурная кровь» и «Любовники с Нового моста».

## Сюжет
Алекс (Дени Лаван) — молодой человек без определённых занятий, который на днях должен уходить на службу в армию. Его девушка Флоранс ушла к его лучшему другу Тома́. Алекс дерётся с Тома ночью на набережной и сбрасывает его в реку. Бродя по улицам Парижа, он становится свидетелем разговора через домофон Бернара и Мирей (Мирей Перье): Бернар говорит ей, что больше не любит её. Позже, встретив Бернара в баре, Алекс поднимает оброненную им открытку с приглашением на вечеринку. Мирей, оставшись одна дома, грустит и занимается чечёткой. На следующий день Алекс крадёт в музыкальном магазине несколько пластинок Барбары и относит их к двери квартиру, где живут Тома и Флоранс, оставляя там также письмо, которое он накануне напечатал на машинке.
Вечером Алекс идёт на вечеринку, представившись хозяйке другом Бернара. Вечеринка устроена в память о погибшем брате хозяйки. Она говорит, что Бернар только что ушёл, но Мирей здесь. Алекс бродит по комнатам, где на вечеринку собралось множество странных персонажей. Он наблюдает, как Мирей разговаривает с подругой, однако позже она исчезает. Заглядывая в разные комнаты, Алекс видит Мирей в ванной, прижавшей лезвие ножниц к запястью. Алекс уходит и разговаривает на кухне с хозяйкой. Появляется Мирей с коротко остриженными волосами, на что хозяйка делает ей замечание, что так не стоило поступать в её доме. Алекс и Мирей ведут долгую беседу. Алекс признаётся, что мечтает когда-нибудь стать кинорежиссёром, а пока придумывает названия фильмам, которые он снимет. Мирей говорит ему, что она приехала из Блуа и пыталась устроиться фотомоделью в рекламе, но пока нигде не подошла.
Ночью Мирей и Алекс едут вместе, затем Алекс отправляется на поезд, который должен привезти его на сборный пункт. Однако под предлогом того, что ему надо в туалет, на станции он выходит и заходит в кафе, где долго играет в пинбол. Поезд уезжает. Алекс звонит из автомата Мирей, но та не подходит, думая, что звонит Бернар. Мирей дома включает воду в ванной, вскоре вода начинает литься через край ванны. Мирей надевает белый халат и берёт ножницы. Алекс бежит к дому Мирей и входит. Увидев воду на полу и, со спины, сидящую у окна Мирей, он бросается к ней и крепко сжимает её. Мирей поворачивается, и видно, что она в крови. Алекс падает в обморок. Та же сцена показана с другого ракурса: Мирей слышит, что кто-то стучит в дверь, и убирает ножницы от запястья, пряча их под халат остриём к себе. Подбежавший Алекс, прижимая Мирей, случайно делает так, что ножницы вонзаются ей в живот.

## В ролях
| Актёр            | Роль    |
| ---------------- | ------- |
| Дени Лаван       | Алекс   |
| Мирей Перье      | Мирей   |
| Кэролл Брукс     | Элен    |
| Майте Наир       | Майте   |
| Кристиан Клоарек | Томас   |
| Доминик Реймон   | Соседка |

## Критика
Премьера фильма состоялась в 1984 году на «Неделе кинокритики». В своей рецензии для «New-York Times» кинокритик Винсент Кэнби отметил блестящую операторскую работу и хорошую игру Мирей Перье, но обратил внимание на вторичность фильма:

Караксу 24 года, но «Парень встречает девушку» похож на фильм талантливого 18-летнего режиссёра, который всё ещё проводит больше времени внутри «Французской синематеки», чем за её пределами. ...В фильме «Парень встречает девушку» можно в одном фрагменте распознать влияние Жана-Люка Годара, в другом — Франсуа Трюффо, и всюду — нечто похожее на робкий голос самого Каракса, который пытается быть услышанным сквозь созданные другими образы.
Оригинальный текст (англ.)Mr. Carax is 24, but Boy Meets Girl looks like the work of a talented 18-year-old, someone who still spends more time inside the Cinémathèque Française than outside it. ... In Boy Meets Girl, one recognizes a bit of Jean-Luc Godard here, something of Francois Truffaut there, and every now and then one hears what may be the faint, original voice of Mr. Carax trying to make himself heard around and through the images of others.

По словам Антона Долина, «чуть издевательское, на самом-то деле не подлежащее переводу с английского название „Boy meets girl“ — шаблонная формула для любой истории любви», однако «именно в этой нарочитой простоте содержится вызов, который всего 24-летний режиссер бросает самому себе»: «В чёрно-белой простой истории ему удаётся передать прежде всего щемящее настроение одновременно встречи и разлуки, вмещённых в единственный вечер».

## Алекс как альтер эго режиссёра
Многие кинокритики замечают, что Алекс, которого играет Дени Лаван, является проекцией самого Леоса Каракса. Настоящее имя режиссёра — Алекс Кристоф Дюпон. Дени Лаван всего на год младше Каракса, и в фильме Алекс говорит Мирей, что занимается кинематографом, описывая род своих занятий: «В настоящий момент я придумываю названия к фильмам, которые сниму».